# Minnie Driver
Amelia Fiona „Minnie” Driver (London, Anglia, 1970. január 31. –) angol színésznő, énekesnő.

## Élete és pályafutása
Édesanyja, Gaynor Churchward divattervező és egykori modell volt, édesapja, Ronnie Driver üzletember. Nővére, Kate Driver modell és producer. Hampshire-ben a Bedales School diákja volt, ezután Londonban folytatta tanulmányait a Webber Douglas Academy of Dramatic Art-ban.
Először a The Day Today brit vígjátéksorozatban tűnt fel, Steve Coogan és Armando Iannucci oldalán. Animációs stúdiókban is dolgozott, ahonnan sok szerepet kapott. 2004-ben Carlotta Giudicellit alakította Joel Schumacher Az operaház fantomja című filmjében,

### Zenei pályafutása
Driver a Puff, Rocks and Brown nevű együttesben énekelt. 2000-ben szerződést kötött az EMI-vel és a Rounder Recordsszal. Everything I've Got in My Pocket című albuma 34. lett az eladási listán Angliában. Második albuma, az Invisible Girl a 68. lett.

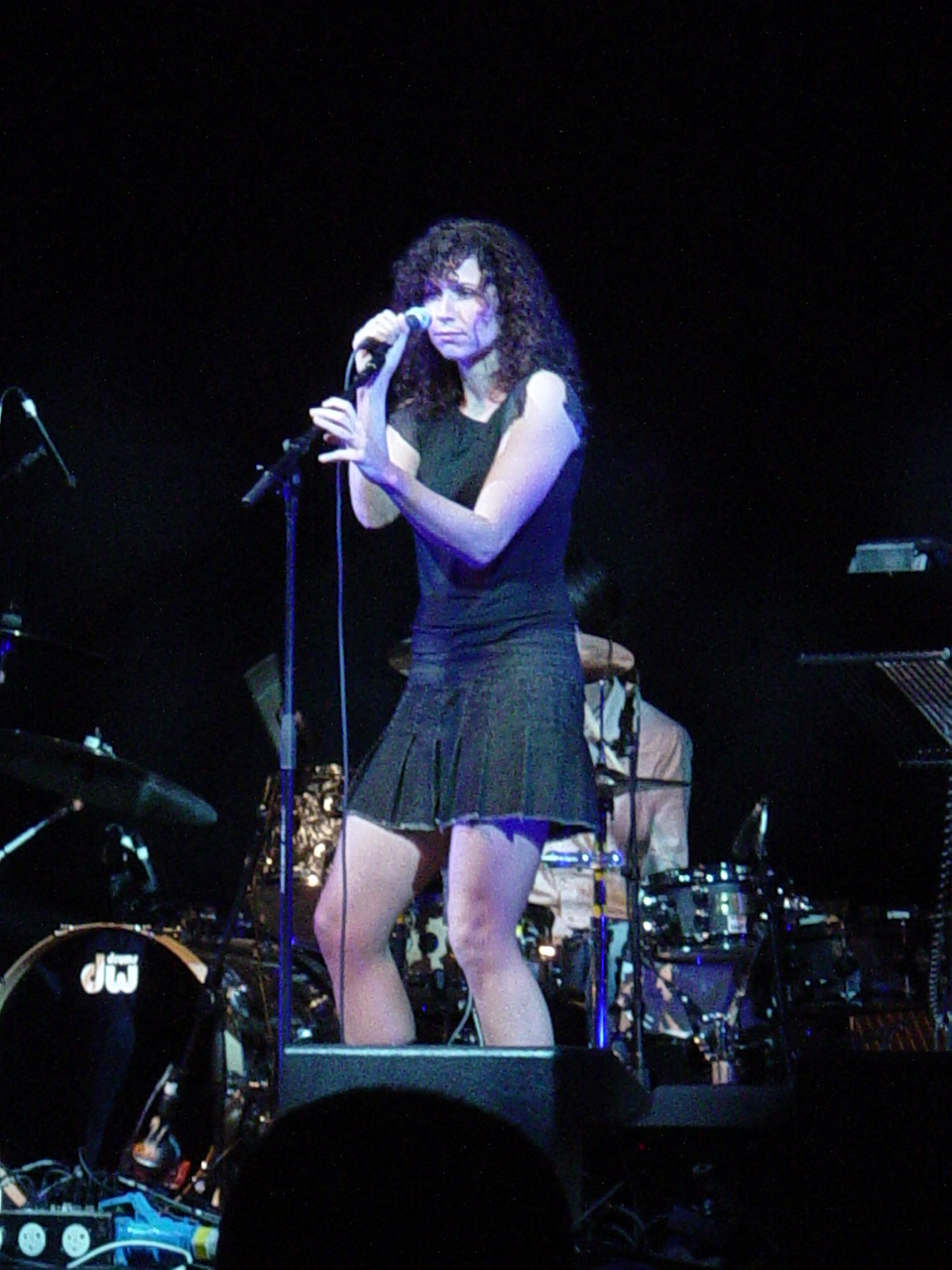
Minnie Driver előadás közben

2007-ben kiadta Seastories című albumát. 2007. július 17-én Driver kiadta újabb albumát, amelyen 12 szám található.

## Magánélete
2008. szeptember 5-én született egy fia Timothy J. Lea televíziós forgatókönyvíró-producertől, akivel rövid párkapcsolata volt.

## Filmográfia

### Film
| Év   | Magyar cím                                 | Eredeti cím                           | Szerep                   | Magyar hang        | Rendező               |
| ---- | ------------------------------------------ | ------------------------------------- | ------------------------ | ------------------ | --------------------- |
| 1990 | Válaszra várva                             | God on the Rocks                      | Lydia                    |                    | Ross Cramer           |
| 1995 | Aranyszem                                  | GoldenEye                             | Irina                    | eredeti nyelven    | Martin Campbell       |
| 1995 |                                            | Cruel Train                           | Flora Mussell            |                    | Malcolm McKay         |
| 1995 | Baráti kör                                 | Circle of Friends                     | Bernadette `Benny` Hogan | Kisfalvi Krisztina | Pat O'Connor          |
| 1996 | Pokoli lecke                               | Sleepers                              | Carol                    | Kisfalvi Krisztina | Barry Levinson        |
| 1996 | Olasz módra                                | Big Night                             | Phyllis                  | Zakariás Éva       | Campbell Scott        |
| 1996 | Olasz módra                                | Big Night                             | Phyllis                  | Zakariás Éva       | Stanley Tucci         |
| 1997 | Otthon, véres otthon                       | Grosse Pointe Blank                   | Debi Newberry            | Détár Enikő        | George Armitage       |
| 1997 | Good Will Hunting                          | Good Will Hunting                     | Skylar                   | Tóth Auguszta      | Gus Van Sant          |
| 1997 | A vadon hercegnője                         | Princess Mononoke                     | Ebosi Gozen (hangja)     | Ősi Ildikó         | Mijazaki Hajao        |
| 1997 | A vadon hercegnője                         | Princess Mononoke                     | Ebosi Gozen (hangja)     | Kisfalvi Krisztina | Mijazaki Hajao        |
| 1998 |                                            | At Sachem Farm                        | Kendal                   |                    | John Huddles          |
| 1998 | Vízözön                                    | Hard Rain                             | Karen                    | Kocsis Mariann     | Mikael Salomon        |
| 1998 | A nevelőnő                                 | The Governess                         | Rosina                   | Horváth Lili       | Sandra Goldbacher     |
| 1999 | Tarzan                                     | Tarzan                                | Jane Porter (hangja)     | Kiss Eszter        | Chris Buck            |
| 1999 | Tarzan                                     | Tarzan                                | Jane Porter (hangja)     | Kiss Eszter        | Kevin Lima            |
| 1999 | South Park – Nagyobb, hosszabb és vágatlan | South Park: Bigger Longer & Uncut     | Brooke Shields (hangja)  |                    | Trey Parker           |
| 1999 | Az eszményi férj                           | An Ideal Husband                      | Miss Mabel Chiltern      | Náray Erika        | Oliver Parker         |
| 2000 | Szívedbe zárva                             | Return to Me                          | Grace Briggs             | Horváth Lili       | Bonnie Hunt           |
| 2000 | Szívedbe zárva                             | Return to Me                          | Grace Briggs             | Kiss Erika         | Bonnie Hunt           |
| 2000 | Mindent a szépségért                       | Beautiful                             | Mona Hibbard             | Gubás Gabi         | Sally Field           |
| 2000 | Lassú tűzön                                | Slow Burn                             | Trina McTeague           | Agócs Judit        | Christian Ford        |
| 2001 | Magas sarok, alvilág                       | High Heels and Low Lifes              | Shannon                  | Tóth Ildikó        | Mel Smith             |
| 2003 | Nő előttem, nő utánam                      | Hope Springs                          | Vera Jones               | Kiss Eszter        | Mark Herman           |
| 2003 | Kaszinókirály                              | Owning Mahowny                        | Belinda                  | Dudás Eszter       | Richard Kwietniowski  |
| 2004 | Az operaház fantomja                       | The Phantom of the Opera              | Carlotta Altieri         |                    | Joel Schumacher       |
| 2004 | Elátkozott Ella                            | Ella Enchanted                        | Mandy                    | Oláh Orsolya       | Tommy O'Haver         |
| 2006 |                                            | The Virgin of Juarez                  | Karina Danes             |                    | Kevin James Dobson    |
| 2007 | Bűn/tudat                                  | Ripple Effect                         | Kitty                    |                    | Philippe Caland       |
| 2007 | Szemben a gyilkossal                       | Take                                  | Ana Nichols              |                    | Charles Oliver        |
| 2009 | Anya a pácban                              | Motherhood                            | Sheila                   | Kisfalvi Krisztina | Katherine Dieckmann   |
| 2010 | Barney és a nők                            | Barney's Version                      | A második Mrs. P         | Horváth Lili       | Richard J. Lewis      |
| 2010 | Meggyőződés                                | Conviction                            | Abra Rice                | Solecki Janka      | Tony Goldwyn          |
| 2011 |                                            | Hunky Dory                            | Vivienne                 |                    | Marc Evans            |
| 2012 |                                            | Goats                                 | Shaman                   |                    | Christopher Neil      |
| 2013 | Az a bizonyos első év                      | I Give It a Year                      | Naomi                    | Pokorny Lia        | Dan Mazer             |
| 2014 |                                            | Return To Zero                        | Maggie Royal             |                    | Sean Hanish           |
| 2014 |                                            | Stage Fright                          | Kylie Swanson            |                    | Jérôme Sable          |
| 2014 |                                            | Beyond the Lights                     | Macy Jean                |                    | Gina Prince-Bythewood |
| 2014 |                                            | Peter Pan Live!                       | Wendy Darling            |                    | Rob Ashford           |
| 2014 | Glenn Weiss                                | Peter Pan Live!                       | Wendy Darling            |                    |                       |
| 2017 | A csőd szélén                              | Jekyll Island                         | Shannon Clifton          | Agócs Judit        | Aram Rappaport        |
| 2017 | Vad esküvő                                 | The Wilde Wedding                     | Priscilla Jones          | Németh Kriszta     | Damian Harris         |
| 2018 | A gyilkosság filozófiája                   | Spinning Man                          | Ellen Birch              | Kökényessy Ági     | Simon Kaijser         |
| 2021 | Hamupipőke                                 | Cinderella                            | Beatrice királyné        | Tóth Enikő         | Kay Cannon            |
| 2022 |                                            | Rozalin                               | Dajka                    |                    | Karen Maine           |
| 2022 |                                            | Chevalier                             | Marie-Madeleine Guimard  |                    | Stephen Williams      |
| 2023 |                                            | Nandor Fodor and the Talking Mongoose | Anne                     |                    | Adam Sigal            |
| 2024 | A méhész                                   | The Beekeeper                         | Howard igazgató          | Solecki Janka      | David Ayer            |